# Taenioptynx
Taenioptynx är ett släkte i familjen ugglor med två arter som förekommer i södra och sydöstra Asien:
- Janusuggla (T. brodiei)
- Sundauggla (T. sylvaticus)

Arterna placeras traditionellt i Glaucidium. Genetiska studier visar dock förvånande nog att janusugglan endast är avlägset släkt med sparvugglorna och står närmare arter som nordamerikanska kaktusugglan (Micrathene whitneyi) och sydamerikanska borstugglan (Xenoglaux loweryi). Författarna till studien rekommenderar att janusugglan (och implicit även nära släktingen sundaugglan) förs till egna släktet Taenioptynx. Tongivande International Ornithological Congress följer sedan januari 2021 dessa rekommendationer, och denna linje följs här. BirdLife Sverige har även justerat deras trivialnamn, från tidigare orientsparvuggla respektive sundasparvuggla.